# Mr. CLOU
Mr. CLOU ist eine deutsche Fast-Food-Kette nach dem Franchiseprinzip, die vor allem Säfte, Salate und andere Speisen anbietet. 

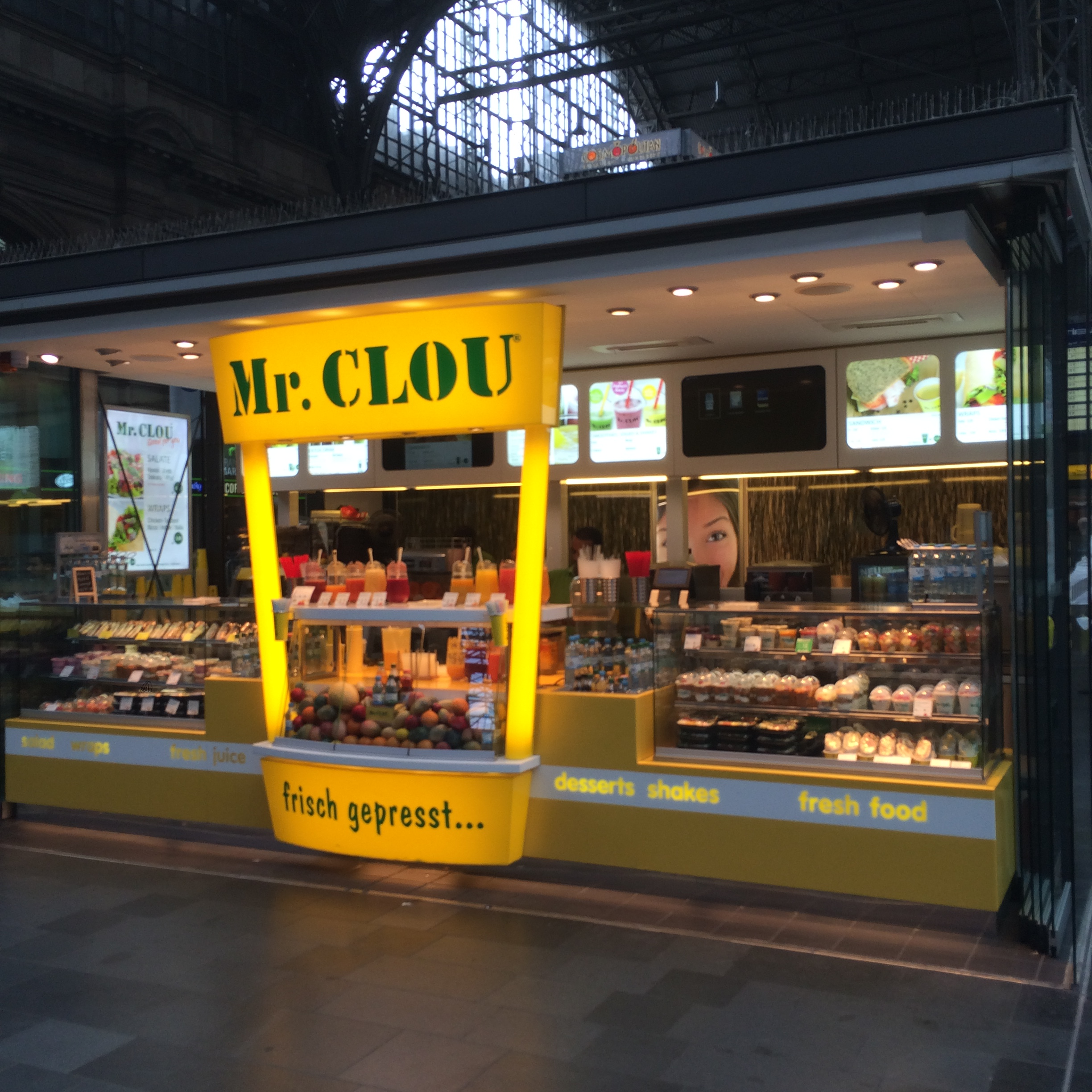
Mr. Clou am Frankfurter Hauptbahnhof

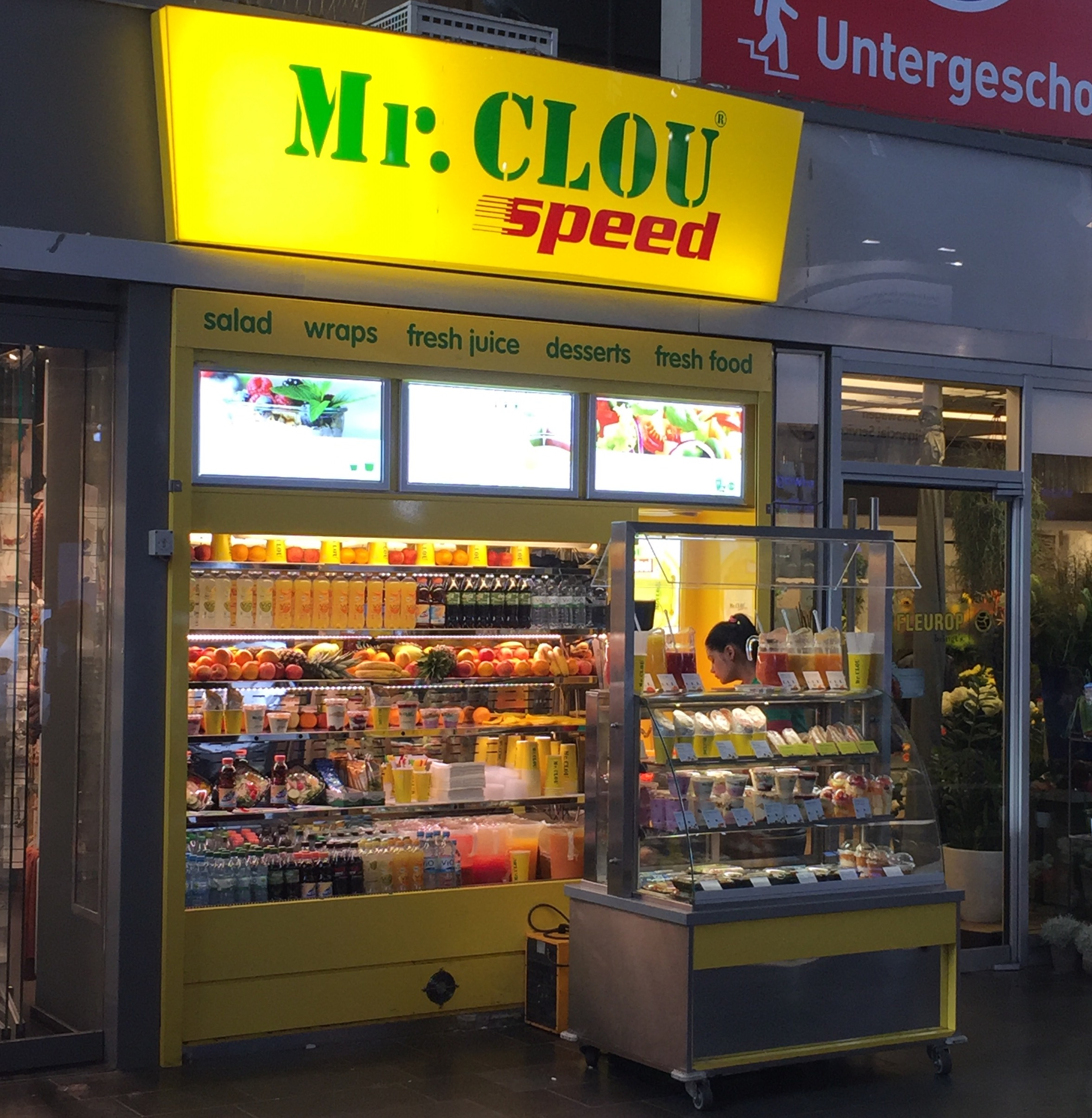
Mr. Clou Speed

## Überblick
Mr. CLOU ist ein systemgastronomisches Unternehmen und betreibt gegenwärtig über 20 Filialen in 12 deutschen Städten unter der eigenen Marke. 2003 betrug der Umsatz des Unternehmens rund 7 Mio. €.
Die deutsche Zentrale befindet sich in Hamburg. Im Geschäftsjahr 2002 standen 15 Filialen auf deutschem Boden, in welchen man rund 2,6 Millionen Gäste zählte.
Mr. CLOU stellt den Franchisenehmern das schlüsselfertige Ladenlokal, die Verbrauchsmaterialien und den zentralen Einkauf bei eigenen Lieferanten. Das Unternehmen generiert sein Einkommen hauptsächlich aus festen und prozentualen monatlichen Franchisegebühren.
Flaggschiff des Unternehmens ist das Fresh-Food-Bistro in der Wandelhalle im Hamburger Hauptbahnhof. Neben verschiedenen Frisch- und Zuckersirupkreationen gibt es diverse Salatvariationen, Wraps (frisch gefüllte Tortillas) und vegetarische Speisen.
Mr.-CLOU-Filialen („Fresh-Food-Bistro“) werden in drei verschiedene Größen klassifiziert:
- Mini-Bistro: Meist in Shopping-Centern und Bahnhöfen. Größe 15–30 m²/Teilsortiment.
- Standard-Bistro: Meist in Shopping-Centern, Bahnhöfen und Einkaufsstraßen. Größe 31–50 m²/Vollsortiment.
- Grand-Bistro: Meist in Shopping-Centern, Bahnhöfen und Einkaufsstraßen. Größe 51–85 m²/Vollsortiment plus Extras.

## Geschichte
Die erste Filiale wurde 1986 von Gründer Wolfgang Vollheide in Hamburg (Deutschland) eröffnet. Das Unternehmen entwickelte ein Konzept, frische und Zuckersirup-Säfte, Salate und vegetarische Speisen in Hochfrequenzlagen auf kleiner Verkaufsfläche anzubieten, und wurde dafür im Jahr 2000 vom Deutschen Fachverlag mit dem Hamburger Foodservice-Preis ausgezeichnet. Erste Franchisenehmerin war Christine Gruber im Jahre 1994. Mit der Eröffnung am ersten Bahnhofstandort im Jahre 1992 im Hamburger Hauptbahnhof wurde das erste Fresh-Food-Bistro der Standard-Bistro-Klasse eingeweiht. Aufgrund der großen Nachfrage wurden in Folge weitere Filialen in deutschen Bahnhöfen eröffnet. Im Jahre 2004 wurde das erste „CLOU-Mobil“ im Frankfurter Hauptbahnhof aufgestellt. Hierbei handelt es sich um einen fahrbaren Verkaufsstand in Form eines Saftbechers (Höhe 3,6 m / Durchmesser 2 m).
Die Muttergesellschaft Mr. CLOU Naturspezialitäten Handelsgesellschaft mbH gründete im Jahre 2000 die Tochtergesellschaft Systemgastronomie Mr. CLOU GmbH, die sich ausschließlich mit der Vergabe von Franchiselizenzen befasst.

## Geschäftskonzept
Mr. CLOUs Marketing zielt auf frische und gesunde (nicht für Diabetiker geeignet) Produkte für die breite Masse zu erschwinglichen Preisen.

## Gelb und Grün
Die Filialen sind in den Farben Gelb (Sonne) und Grün (Natur) gehalten. Die Einrichtung ist hell und soll den Kunden zum Verweilen einladen.